# Orbitoididae
Orbitoididae es una familia de foraminíferos bentónicos de la superfamilia Orbitoidoidea, del suborden Rotaliina y del orden Rotaliida. Su rango cronoestratigráfico abarca desde el Santoniense hasta el Maastrichtiense (Cretácico superior).

## Clasificación
Orbitoididae incluye a las siguientes subfamilias y géneros:
- Subfamilia Orbitoidinae
  - Ilgazina †
  - Neosivasella †
  - Orbitoides †
  - Pseudomphalocyclus †
  - Simplorbites †
  - Sivasella †
- Subfamilia Omphalocyclinae
  - Omphalocyclus †
  - Torreina †

Otros géneros considerados en Orbitoididae son:
- Gallowayina † de la subfamilia Orbitoidinae, aceptado como Orbitoides
- Hymenocyclus † de la subfamilia Orbitoidinae, aceptado como Orbitoides
- Monolepidorbis † de la subfamilia Orbitoidinae, aceptado como Orbitoides
- Orbitella † de la subfamilia Orbitoidinae, aceptado como Orbitoides
- Rhipidocyclina † de la subfamilia Orbitoidinae, considerado subgénero de Orbitoides, Orbitoides (Rhipidocyclina), y aceptado como Discocyclina
- Schlumbergeria † de la subfamilia Orbitoidinae, aceptado como Orbitoides
- Silvestrina † de la subfamilia Orbitoidinae, aceptado como Orbitoides